# Pardosa maculatipes
Pardosa maculatipes este o specie de păianjeni din genul Pardosa, familia Lycosidae. A fost descrisă pentru prima dată de Keyserling, 1887. Conform Catalogue of Life specia Pardosa maculatipes nu are subspecii cunoscute.